# Vive Henri IV

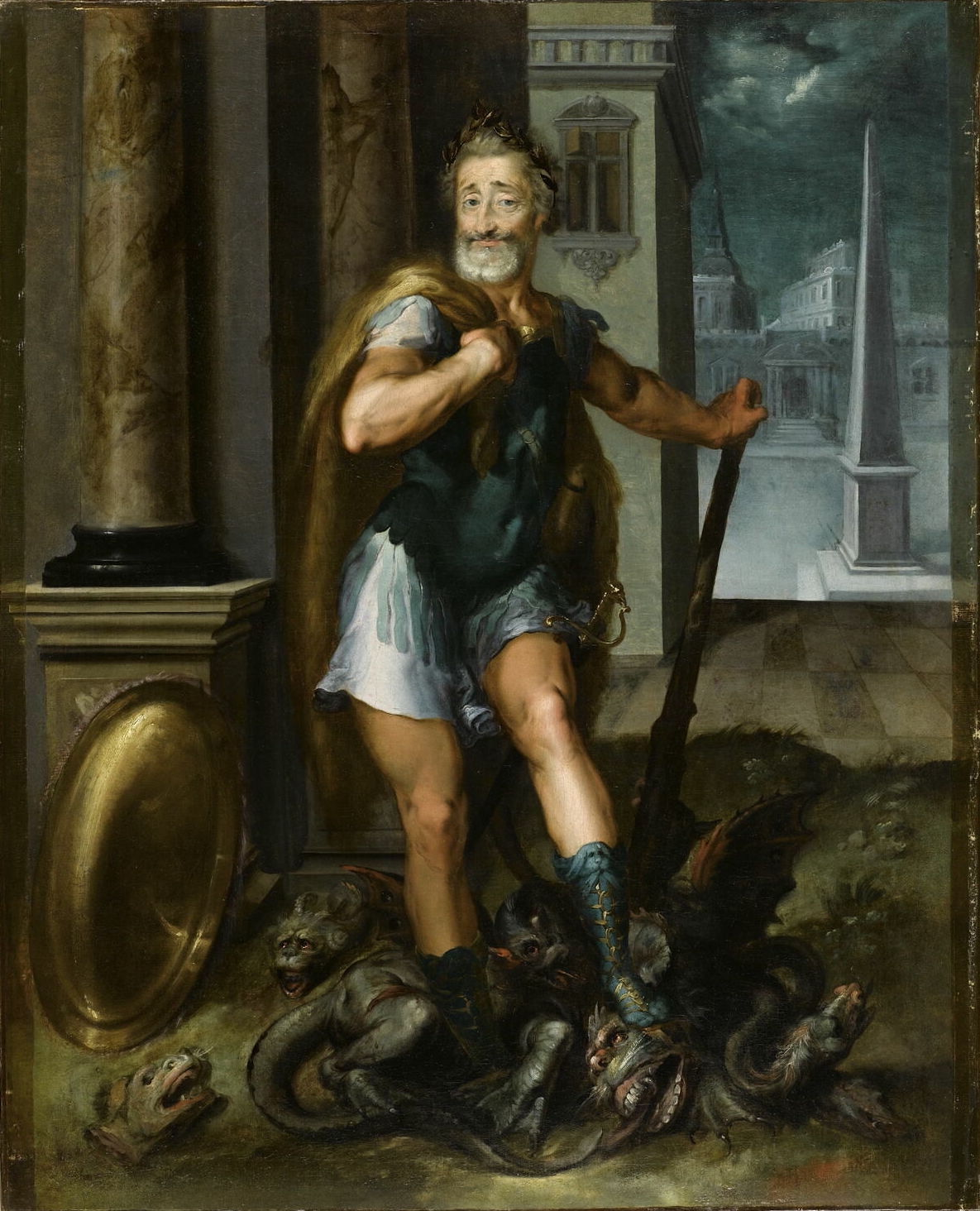
Enrique IV como Hércules dominando la hidra, que simboliza la Liga católica, cuadro del taller de Toussaint Dubreuil, alrededor de 1600.

Vive Henri IV (en español: Viva Enrique IV) o Vive le roi Henri (Viva el rey Enrique) o Marche Henri IV (Marcha de Enrique IV) es una canción popular muy conocida en Francia, compuesta en honor al primer rey de la dinastía borbón Enrique IV, quien acabó con las guerras de religión y reinstauró la paz en Francia. La primera estrofa está fechada alrededor de 1590, y las otras fueron añadidas entre el siglo XVIII y el primer tercio del siglo XIX.
Existen cantidad de letras distintas con la misma melodía; durante la primera fase de la Revolución Francesa, cuando Luis XVI firmó la nueva constitución de 1791, se escribió una nueva letra alabando la figura del monarca. Más tarde, fue prohibida, y se compuso entonces sobre la misma melodía una versión satírica que ridiculizaba la aristocracia. Tras la caída del Primer Imperio, fue el himno de facto[cita requerida] de la monarquía francesa durante la restauración borbónica, de 1815 a 1830: para la ocasión se compusieron nuevos versos más líricos que celebraban el regreso de los Borbones al trono, conservando la popular melodía.

## Versos enfrancés
Vive Henri quatre
Vive ce Roi vaillant
Ce diable à quatre
A le triple talent
coro
De boire de battre
Et d'être un vert galant
De boire de battre
Et d'être un vert galant
Chantons l'antienne
Qu'on chant'ra dans mille ans
Que Dieu maintienne
En paix ses descendants
coro
Jusqu'à c'e qu'on prenne
La lune avec les dents
Jusqu'à c'e qu'on prenne
La lune avec les dents
J'aimons les filles,
Et j'aimons le bon vin;
De nos bons drilles
Voila le gai refrain.
J'aimons les filles,
Et j'aimons le bon vin.
Moins de soudrilles
Eussent troublé le sein
De nos familles
Si l' ligueux plus humain
Eut aimé les filles,
Eut aimé le bon vin.
Au diable guerres
Rancunes et partis
Commes nos pères
Chantons en vrais amis
coro
Au choc des verres
Les roses et les lys
Au choc des verres
Les roses et les lys
Vive la France
Vive le roi Henri
Qu'à Reims on danse
Disant comme à Paris
coro
Vive la France
Vive le roi Henri
Vive la France
Vive le roi Henri

## Traducción alespañol
Nota: Esta es una traducción aproximada, así que puede contener errores gramaticales.
Viva Enrique cuarto
Viva este rey valiente
Este diablo a cuatro
Tiene el triple talento
coro
De beber, de combatir
Y de ser un viejo verde
De beber, de combatir
Y de ser un viejo verde
Cantemos la cantinela
Que cantaremos dentro de mil años
Que Dios mantenga en paz
A sus descendientes
coro
Hasta que cojamos
La luna con los dientes
Hasta que cojamos
La luna con los dientes
Me gustan las chicas,
Me gusta el buen vino;
De nuestros buenos golfos
Este es el alegre estribillo.
Me gustan las chicas,
Me gusta el buen vino.
Menos soldados brutales
Habrían turbado el seno
De nuestras familias
Si al liguista más humano
Le hubiesen gustado las chicas,
Le hubiese gustado el buen vino.
Al diablo guerras
Rencores y disputas
Como nuestros padres
Cantemos entre verdaderos amigos
coro
Al choque de los vasos
Las rosas y los lises
Al choque de los vasos
Las rosas y los lises
Viva Francia
Viva el rey Enrique
Que en Reims este canto bailamos
como se hace en París
coro
Viva Francia
Viva el rey Enrique
Viva Francia
Viva el rey Enrique